# Żodzino

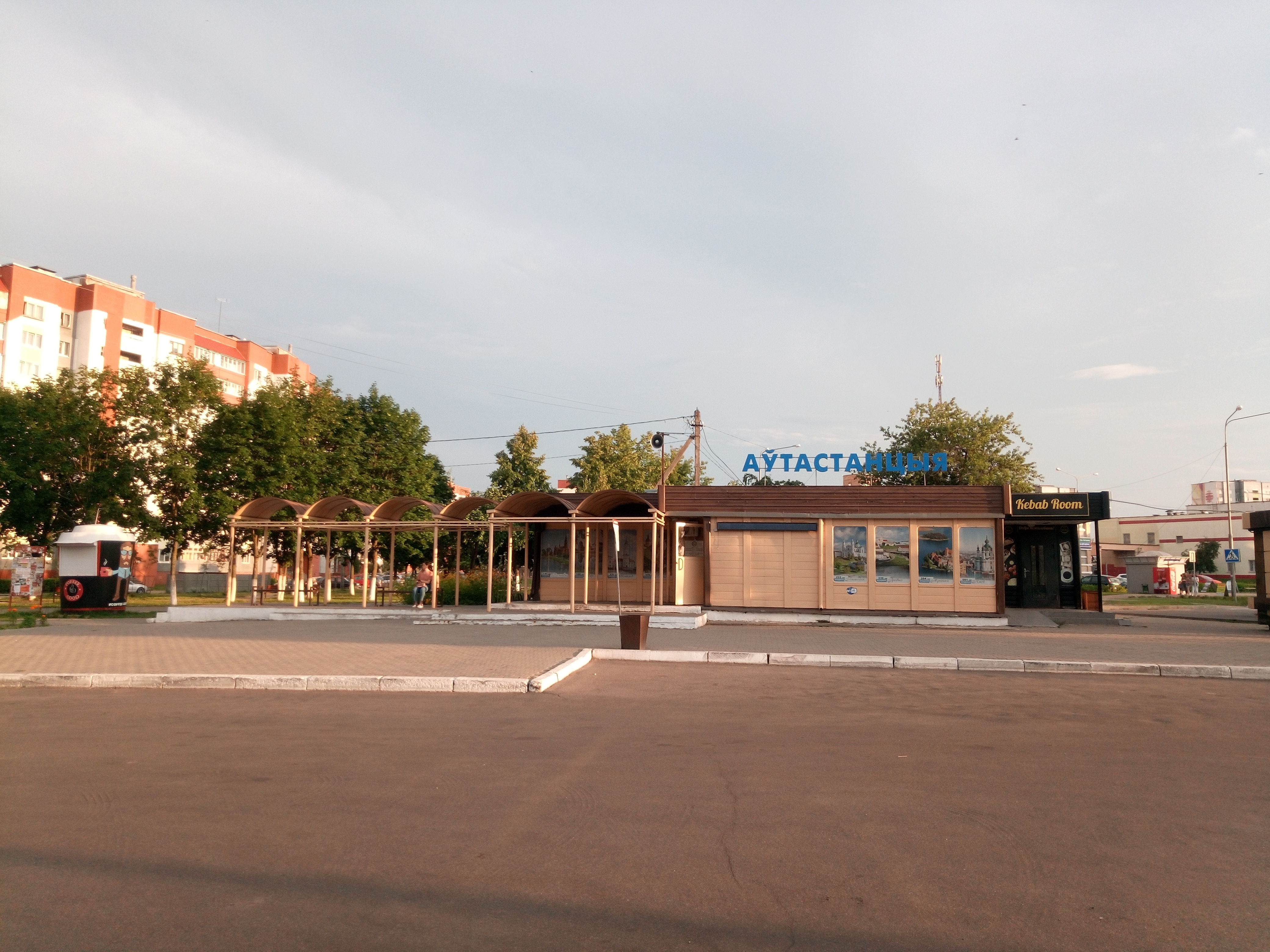
Dworzec autobusowy w Żodzinie

Żodzino (biał. Жодзiна, Žodzina, ros. Жодино, Żodino) – miasto na Białorusi, w obwodzie mińskim, 50 km na wschód od Mińska, nad Plisą (prawy dopływ Berezyny). 61,8 tys. mieszkańców (2010). Fabryka samochodów ciężarowych BiełAZ. Przemysł lekki, mineralny, metalowy, elektrotechniczny, drzewny, spożywczy.

## Historia
Miasto magnackie położone było w końcu XVIII wieku w powiecie mińskim województwa mińskiego w majątku Smolewicze. Lokowane w 1643 roku na polecenie Bogusława Radziwiłła. Początkowo nazwę miasta od imienia fundatora zapisywano oficjalnie jako Bogusławpole, Bogusławpol, Bohusławpol, Bogusław, jednak pod koniec XVII wieku pojawiła się pochodząca od rzeczki Żodzinki nazwa Żodzin, która utrzymała się do dzisiaj. W 1664 roku w miasteczku nocował król Jan Kazimierz Waza wracając z kampanii zadnieprzańskiej przeciwko Carstwu Moskiewskiemu. W 2 połowie XVII wieku w miasteczku było 97 dymów, 92 kramy, 2 młyny, na kwadratowym rynku stała cerkiew pod wezwaniem św. Piotra, jako ulice wymieniano Mińską, Borysowską, Żodyńską, Śmiłowicką, Mchową.
W XX wieku w miejscowości powstała fabryka ciężarówek i maszyn drogowych Biełaz.

## Parafia rzymskokatolicka
W 1992 r. powstała rzymskokatolicka parafia w Żodzinie. W latach 1996–2003 wzniesiono Sanktuarium Matki Bożej Fatimskiej.

## Miasta partnerskie
- Vénissieux, Francja
- Orzeł, Rosja[6]
- Krzywy Róg, Ukraina (2018-2022)[7]